# Arquidiocese de Gagnoa
A Arquidiocese de Gagnoa (Archidiœcesis Gagnoaensis) é uma circunscrição eclesiástica da Igreja Católica situada em Gagnoa, Costa do Marfim. Seu atual arcebispo é Jean-Jacques Koffi Oi Koffi. Sua Sé é a Catedral de Santana de Gagnoa.
Possui 42 paróquias servidas por 128 padres, abrangendo uma população de 2 483 813 habitantes, com 16,0% da dessa população jurisdicionada batizada (396 676 católicos).

## História
A diocese de Gagnoa foi erigida em 25 de junho de 1956 pela bula Sanctissimum ac gravissimum do Papa Pio XII, recebendo o território da diocese de Daloa e era sufragânea da Arquidiocese de Abidjan.
Em 23 de outubro de 1989 cedeu uma parte do seu território em vantagem da ereção da Diocese de São Pedro na Costa do Marfim.
Em 19 de dezembro de 1994 a diocese foi elevada à categoria de arquidiocese metropolitana pela bula Cum in Litore Eburneo do Papa João Paulo II.

## Prelados
| #                        | Nome                           | Período    | Notas                               |
| Arcebispos               | Arcebispos                     | Arcebispos | Arcebispos                          |
| ------------------------ | ------------------------------ | ---------- | ----------------------------------- |
| 5º                       | Jean-Jacques Koffi Oi Koffi    | 2025-      | Atual                               |
| 4º                       | Joseph Aké Yapo                | 2008-2023  |                                     |
| 3º                       | Barthélémy Djabla †            | 2006-2008  |                                     |
| 2º                       | Jean-Pierre Kutwa              | 2001-2006  | Nomeado Arcebispo de Abidjã         |
| 1º                       | Noël Kokora-Tekry †            | 1994-2001  |                                     |
| Bispos                   |                                |            |                                     |
| 2º                       | Noël Kokora-Tekry †            | 1971-1994  |                                     |
| 1º                       | Jean Marie Etrillard, S.M.A. † | 1956-1971  |                                     |
| Administrador apostólico |                                |            |                                     |
|                          | Jean-Jacques Koffi Oi Koffi    | 2023-2025  | Bispo de San Pedro-en-Côte d’Ivoire |